# Ubisoft Barcelona
Ubisoft Barcelona — компания, которая специализируется на разработке компьютерных игр. Открыта в 1994 году как дочернее общество известной французской компании Ubisoft; размещается в Барселоне, Испания.  
Основная специализация компании — разработка оригинальных игровых проектов, портирование (перенос) игр, разработанных другими филиалами Ubisoft на различные платформы, маркетинг и дистрибуция.

## История компании
Ubisoft Barcelona была открыта в 1994 году и является вторым подразделением Ubisoft, размещающимся на территории Испании — в 2001 году был также открыт мадридский филиал. Основатель —  Мария Тереса Кордон (исп. Maria Teresa Cordón).
В 2000 году была выпущена игра Pro Rally 2001 — аркадный автомобильный симулятор, посвященный соревнованиям ралли.
29 марта 2002 года состоялся выход продолжения игры, Pro Rally 2002. В отличие от первой части, разработанной для персональных компьютеров, данная игра была выпущена исключительно на игровых консолях. В том же году была портирована с PlayStation 2 на GameCube игра Monster Jam: Maximum Destruction.
25 ноября 2003 года в продажу поступила игра Monster 4x4: Masters of Metal — симулятор гонок на автомобилях класса монстр-трак, разработанный для приставок GameCube и PlayStation 2.
В 2006 году подразделение в Барселоне приняло участие в создании тактического шутера Tom Clancy's Ghost Recon Advanced Warfighter совместно с рядом других филиалов.
В 2007 году компания разработала казуальную игру Cosmic Family для Wii, а спустя год — гоночную игру Emergency Heroes.

## Разработанные игры
- 2000 — Pro Rally 2001 (ПК)[2]
- 2002 — Pro Rally 2002 (GameCube, PlayStation 2)[3][4][5]
- 2002 — Monster Jam: Maximum Destruction (портирование на GameCube)[6]
- 2003 — Monster 4x4: Masters of Metal (GameCube, PlayStation 2)[7]
- 2006 — Tom Clancy's Ghost Recon Advanced Warfighter (версия для Xbox 360, совместная разработка)[8]
- 2007 — Cosmic Family (Wii)[9]
- 2008 — Emergency Heroes (Wii)[10]
- 2019 — Assassin's Creed III Remastered (PlayStation 4, Xbox One, Windows)
- Неизвестно — Beyond Good &  Evil 2 (совместная разработка)